# جاكي ماتيسن
جاكي ماتيسن (20 يوليو 1963 بديلسن- ستوكوم في بلجيكا - ) هو مدرب كرة قدم ولاعب كرة قدم بلجيكي في مركز حراسة المرمى. لعب مع نادي جينك ونادي رويال شارلروا ونادي سينت ترويدن وK.F.C. Lommel S.K. ‏.

## وصلات خارجية
- جاكي ماتيسن على موقع قاعدة بيانات كرة القدم.إي يو (الإنجليزية)
- جاكي ماتيسن على موقع Soccerway.com (الإنجليزية)
- جاكي ماتيسن على موقع عالم كرة القدم.نت (الإنجليزية)